# Перекопско-Чонгарская операция
Переко́пско-Чонга́рская опера́ция (7 ноября — 17 ноября 1920 года) — наступательная операция войск Южного фронта Красной армии под командованием М. В. Фрунзе и союзных ей сил армии Н. Махно во время Гражданской войны в России против Русской армии генерала П. Н. Врангеля с целью прорыва Чонгарских укреплений, фортификаций на Перекопском перешейке и Сиваше. Красным удалось добиться решающего превосходства в силах и повысить до того невысокую управляемость и устойчивость войск. Это последняя крупная операция Гражданской войны в европейской России. Привела к занятию Крыма Красной армией, утерей белыми последней контролируемой ими территории и в советской историографии считалась окончанием Гражданской войны.

## Соотношение сил сторон
В начале 1920 года, когда оборона перешейков была второстепенным участком войны, Крымский корпус генерала Я. А. Слащёва успешно отразил несколько попыток Красной армии овладеть Крымом.
Осенью того же года ситуация в районе Перекопа сильно изменилась. После окончания боев в Северной Таврии Красная армия подтянула все возможные силы, в том числе и с Польского фронта, и, создав подавляющее превосходство, собиралась уничтожить остатки белогвардейцев в Европейской части России. Непосредственно перед началом операции Красная армия достигла подавляющего превосходства в живой силе и вооружении:
- группировка сил Южного фронта насчитывала: 146,4 тыс. штыков; 40,2 тыс. сабель; 985 артиллерийских орудий; 4435 пулемётов; 57 бронеавтомобилей; 17 бронепоездов и 45 самолётов[2].
- силы Русской армии в Крыму насчитывали более 41 тыс. солдат и офицеров, из которых около 6 тыс. были отвлечены на борьбу с красно-зелёными партизанами А. В. Мокроусова, охрану объектов и коммуникаций[3], поэтому в составе группировки в северной части полуострова насчитывалось свыше 23 тыс. штыков; до 12 тыс. сабель; 213 артиллерийских орудий; 45 танков и бронеавтомобилей; 14 бронепоездов; 42 самолёта[2].

Белый Черноморский флот имел подавляющее превосходство над красными по тяжелым кораблям, однако был крайне плохо укомплектован командами и имел очень малые запасы угля. В Чёрном море также постоянно находилась крупная эскадра интервентов. Таким образом, десант в Крым был недоступен красным, а длительная артиллерийская поддержка флота, как в 1919 году на Ак-Монайском перешейке, была недоступна белым.
В тылу армии Врангеля с августа действовала Крымская повстанческая армия А. В. Мокроусова.

### Укрепления
Строительство укреплений на перешейке началось осенью 1919 года. Система обороны белой армии состояла из двух полос обороны: перекопской (её основу составлял участок Турецкого вала общей протяжённостью 11 км, она включала в себя старый Татарский ров глубиной и шириной до 10 метров, проволочные заграждения в 3—5 рядов и три линии окопов) и Юшуньской (в 20—25 км южнее от первой линии, из нескольких линий окопов, прикрытых проволочными заграждениями). Долговременных бетонных сооружений, впоследствии показываемых в советских фильмах таких как, «Служили два товарища»), не было.
Также были оборудованы укрепления на чонгарском направлении и Арабатской стрелке — до 5—6 линий траншей и окопов с проволочными заграждениями. Относительно слабой была только оборона Литовского полуострова: одна линия окопов и проволочные заграждения.
Основные силы белой армии (до 10 тыс.) обороняли перекопские и юшуньские позиции; 3 тыс. обороняли Чонгарскую и Сивашскую переправы и Арабатскую стрелку, сильный резерв (более 14 тыс.) был сосредоточен в тылу юшуньских позиций.

## Планирование операции
Первоначально М. В. Фрунзе планировал нанести главный удар на Чонгарском направлении, но в связи с невозможностью из-за льда использовать Азовскую военную флотилию, стоявшую в Таганроге, направление главного удара было перенесено на перекопское направление.
Наступление на Перекоп должны были вести 6-я общевойсковая, 1-я и 2-я Конные армии.
Удар частями 1-й Конной от Геническа, через Арабатскую стрелку на Феодосию был пресечён огнём врангелевского флота, часть которого подошла к Геническу, поэтому на Чонгаре и Арабате решено было провести демонстрационный, вспомогательный удар (силами 4-й армии и 3-го конного корпуса).

## Боевые действия

### Развертывание и форсирование Сиваша
Красные начали операцию по захвату Крыма уже 3 ноября 1920 года с очередной безуспешной лобовой атаки перекопских укреплений.
Было принято решение обойти Перекоп по Сивашу. 5 ноября ветер нагнал в Сиваш воду и решено было подождать его обмеления. В результате в ночь на 8 ноября 1920 года ударная группа 6-й армии: 15-я, 51-я и 52-я дивизии, конная группа, всего около 20 тыс. штыков и сабель при 36 орудиях при сильном западном ветре и редком для этого времени морозе в −12 градусов по Цельсию форсировала 7-километровую преграду (Сиваш) по замёрзшей грязи. Уже днём 8 ноября красные при подавляющем численном превосходстве успешно сломили оборону оборонявшейся на полуострове Кубанской бригады генерала М. А. Фостикова численностью всего 1,5 тыс. штыков при 12 орудиях. Красноармейцы захватили Литовский полуостров (он также назывался Чувашским по селу Старый Чуваш) и стали двигаться в тыл перекопских позиций белогвардейцев.

### Штурм позиций на Турецком валу
В это же время 51-й стрелковая дивизия (4 бригады по 3 полка каждая — более 30 000 солдат) предприняла фронтальную атаку Турецкого вала. С целью концентрации сил на участке атаки личный состав дивизии был преобразован в шесть волн: первую составляли гранатомётчики и резчики проволоки, вторую — штурмовики; третью — резерв; четвёртую — «чистильщики», а пятую и шестую — резерв. Атака успеха не имела.
Перекопский вал занимали только два Корниловских ударных полка (1000 штыков), а третий полк стоял фронтом на восток, к Сивашу, для обеспечения от флангового удара. Корниловская дивизия только заступила на эту линию обороны, сменив части 2АК. Находясь при артиллерийском обстреле за гребнем вала, что уберегло личный состав от потерь, при начале атаки корниловцы вернулись в окопы и расстреливали атакующие цепи противника в упор из пулемётов. Красноармейцы смогли дойти только до заплетённого колючей проволокой рва перед валом и залегли «под губительным пулемётным и артиллерийским огнём», понеся потери более 50 %. Атака захлебнулась.
Как признавали впоследствии советские историки, например В. К. Триандафиллов, атака Турецкого вала в этот день кончилась полной неудачей.

С другой стороны окопов, за бой 26 октября (8 ноября) 1920 год 2-й Корниловский ударный полк, например, потерял убитыми 8 человек и ранеными 40 человек. Было убито 35 лошадей. Все ранения были от артиллерийского огня.
Утром 8 ноября части красного десанта начали наступление с Чухонского полуострова на городок Армянск, в тыл обороны Турецкого вала. Но они не смогли продвинуться дальше к Перекопу из-за недостатка кавалерии. На выручку десанту была послана махновская группа атамана С. Н. Каретника и части 7-й кавалерийской дивизии.
Дроздовская дивизия из Армянска и Марковская дивизия от Юшуни контратаковали, пытаясь изолировать и разгромить красный десант, но безуспешно. Красные части первоначально отступили, но, имея подавляющее превосходство, опять продолжили наступление в тыл Перекопских позиций.
27 октября (9 ноября) 1920 год под угрозой окружения Корниловская Ударная дивизия к часу ночи покинула Перекопский вал и отступила на Юшуньские позиции. Ночь была тёмная и беззвездная. В арьергарде дивизии был оставлен батальон полковника Трошина, который к часу тоже оставил Перекопский вал. Об этом так написано в книге «Корниловский Ударный полк»:

«Вечером 26-го октября ст. ст. полковник Левитов вызвал к себе полковника Трошина и передал ему, что с наступлением темноты вся Корниловская Ударная дивизия получила приказание отойти на Юшуньские позиции, а его 2-й батальон назначается в арьергард. Чтобы не обнаружить перед противником своего отхода, необходимо до последнего момента постреливать из винтовок. Неприступный Перекопский вал стал пустеть. Увозят пулемёты, уходят роты одна за другой. Полковник Трошин растянул свой батальон по окопам. Зловещую тишину изредка нарушал одиночный выстрел. Наконец снялся и 2-й батальон. Без одного огонька папиросы Корниловцы прошли через Армянский Базар и глубокой ночью втянулись в первую линию Юшуньских укреплений».

Но, как сообщает советская историография, в 3.30 9 ноября 1920 года повторной атакой одновременно с ударом во фланг 51-я стрелковая дивизия овладела перекопскими позициями и продолжила наступление на юшуньские позиции. Другие историки признают, что отход белогвардейцев красными частями был обнаружен только утром 9 ноября.

### Штурм Юшуньских позиций
Изменение направления ветра вызвало повышение уровня воды в Сиваше, что создало угрозу отсечения войск на Литовском полуострове от основных сил РККА, однако в течение 9 ноября броды были восстановлены силами мобилизованных жителей селений Владимировка и Строгановка.
К 15 часам 9 ноября красные части достигли Юшуньских позиций. В этом месте есть несколько озёр, и поэтому бои начались в узких дефиле между ними. Все атаки РККА в этот день были отбиты.
10 ноября 15-я и 52-я дивизии РККА прорвали первую полосу оборонительных позиций, но были контратакованы и отброшены назад чуть ли не до Литовского полуострова, а многочисленная 51-я дивизия, подкрепленная Латышской дивизией, удержала занятые позиции. К вечеру сложилась парадоксальная ситуация, когда противники левыми флангами взаимно угрожали друг другу окружением.
10—11 ноября 1920 года в районе Юшуни и Карповой Балки конный корпус генерала И. Г. Барбовича (4 тыс. сабель, 150 пулеметов, 30 пушек, 5 броневиков) контратаковал махновцев под командованием С. Н. Каретника и силы 2-й Конной армии. Генералом Врангелем был уже отдан приказ об эвакуации, но конница была брошена в бой, чтобы пехотные части смогли выйти из боя.
Белая кавалерия сумела вновь оттеснить 15-ю и 52-ю дивизии красных от юшуньских позиций к Литовскому полуострову, разбить 7-ю и 16-ю кавдивизии, угрожая тылам прорвавших Перекоп войск.
Но конница Барбовича натолкнулась на махновскую конную группу, которая, имитируя свое отступление, развернула впереди наступающих врангелевцев линию тачанок в 600 пулеметов и покосила передовые силы белой конницы, заставив её повернуть назад… После этого кавалеристы махновцев и 2-й Конной армии принялись рубить отступающих. В это же время на противоположном участке фронта (у Каркинитского залива Чёрного моря) 51-я дивизия смогла овладеть двумя линиями окопов юшуньских укреплений.
11 ноября атаки красных частей продолжились, и, благодаря глубоко эшелонированному построению, они смогли прорвать всю линию юшуньских укреплений. Вход в Крым был открыт.
В этот же день красными частями были прорваны и Чонгарские укрепления. Атаковавшие 266-й и 267-й полки РККА почти полностью полегли, но овладели районом деревни Авуз-Кирк.

### Преследование и занятие городов Крыма
12 ноября 1920 года силы РККА овладели юшуньскими позициями, белые войска начали отступление. М. В. Фрунзе дал своим войскам дневку (привести свои части в порядок) и предложил П. Н. Врангелю капитулировать, однако ответа получено не было. Белые войска спешно отступали к портам (Евпатории, Севастополю, Ялте, Феодосии и Керчи), где грузились на корабли для эвакуации. В отличие от провальных Одесской и Новороссийской эвакуаций, она была спланирована и прошла относительно организованно.
Врангель разрешил всем чинам армии остаться при их желании. Также воспрещалась порча и уничтожение государственного имущества, «так как таковое принадлежит русскому народу».
Отдельные генералы и политики предлагали дать последний бой Красной армии, но А. П. Кутепов дал краткий ответ — «Положить армию в поле — дело не хитрое».
13 ноября — части РККА заняли Симферополь и Евпаторию.
15 ноября — части РККА заняли Севастополь и Феодосию. Белогвардейцы смогли оторваться от Красной армии на 1-2 перехода и посадка на корабли прошла без обстрела.
16 ноября — части РККА заняли Керчь, а 17 ноября — Ялту.
Итогом Перекопско-Чонгарской операции стал прорыв Красной армии на территорию Крыма, эвакуация Русской армии и части гражданского населения за рубеж, установление в Крыму советской власти. Был ликвидирован последний крупный фронт Гражданской войны. Советская историография признавала, что победа в этой операции была достигнута благодаря сосредоточению превосходящих сил и средств на главных направлениях наступления.

## Вооружение
Красноармейцами и белогвардейцами повсеместно использовались винтовки Мосина образца 1891 года. В качестве личного оружия применялись револьверы системы Нагана, но имелись на вооружении и другие системы, например, Стайеры. Пулемёты применялись не только Максима, но и системы Льюиса, Гочкиса, причём примерно в равных количествах. Артиллерией использовались 3-дюймовые орудия различных модификаций. Для обороны Перекопских позиций белогвардейцы применяли и тяжёлую артиллерию, но её число было незначительно.
В 1920 году технические части играли только вспомогательную, но уже весомую роль на поле боя. Обеими сторонами использовались бронепоезда, бронеавтомобили, танки, самолёты. Но основная тяжесть боевых действий продолжала лежать на пехоте и кавалерии.
Ударно-огневая бригада РККА применяла в боях огнемёты.

## Потери
В рамках данного наступления РККА не смогла настигнуть и полностью уничтожить остатки Русской армии. П. Н. Врангель сумел грамотно составить план эвакуации, используя при этом все порты Крыма. В общей сложности эвакуация длилась с 12 по 16 ноября. Крым покинуло около 150 тыс. военнослужащих и гражданских лиц пожелавших покинуть полуостров. Общие потери РККА с махновцами в ходе боевых действий на полуострове составили 12 тыс. военнослужащих, белые потеряли до 7 тыс. военнослужащих.
В результате Перекопско-Чонгарской операции ноября 1920 г. советские войска Южного фронта разгромили Русскую армию барона П. Н. Врангеля, которая являлась самой мощной и боеспособной из Белых армий, последнего периода Гражданской войны 1918—1921 гг., и ликвидировали последний крупный очаг сопротивления власти большевиков на территории России. Победа над П. Н. Врангелем закончила период иностранной военной интервенции и Гражданской войны в Советской России.

## Память
В память о Перекопско-Чонгарской операции, были названы:
- в Москве (Россия):
  - Чонгарский бульвар;
  - Большая Юшуньская улица — по названию села Юшунь (Ишунь) на севере Крыма. Возле этого села в ноябре 1920 года шли ожесточённые бои с войсками Врангеля во время Перекопско-Чонгарской операции;
  - Малая Юшуньская улица;
  - Перекопская улица.
- в Санкт-Петербурге:
  - Перекопская улица.
- в Ставрополе:
  - Чонгарский переулок.
- в Ярославле:
  - фабрика «Красный Перекоп» и Красноперекопский район.
- в Тюмени:
  - Перекопская улица (бывш. Трусовской переулок), на которой происходило формирование 51-й сд.
- в Бобруйске (Белоруссия):
  - Чонгарская улица.
- в Днепре (Украина):
  - Чонгарская улица;
  - Перекопская улица;
  - улица Перекопской Победы.
- в Каменском (Украина):
  - Перекопская улица.

В марте 2018 года в городе Красноперекопске Республики Крым восстановлен памятник «Переход через Сиваш 1920 года».
- Почтовые марки СССР 1940 года из серии «20-летие штурма Перекопа Красной Армией»
- Памятник героям Перекопа
- Красноармеец с гранатой
- Портрет М. В. Фрунзе на фоне схемы перекопской операции
- Форсирование Сиваша
- Село Строгановка. Штаб М. В. Фрунзе
- Перекоп взят!

## В искусстве
- Служили два товарища (1968) — советский художественный фильм, действие которого происходит во время Перекопской операции.
- Бег (1968) — советский художественный фильм, действие которого происходит во время Перекопской операции.
- Маршал революции (1978) — советский историко-биографический художественный фильм о командующем южным фронтом М. В. Фрунзе, охватывающий события в период с 21 сентября по 16 ноября 1920 года (бои на юге левобережной Украины, штурм Перекопа и форсирование Сиваша, разгром армии барона Врангеля в Крыму).
- Солнце мёртвых (1923) — повесть Ивана Шмелёва о последствиях захвата Крыма РККА.
- Рассказ «Падение Даира» (1923) Александра Малышкина.
- Героям Перекопа посвящена Четвёртая симфония В. Я. Шебалина (1935, 2-я ред.: 1961).
- В книге «Сумские гусары 1651—1951» (Буэнос-Айрес, 1954) содержится описание гибели основного эскадрона восстановленного в Добровольческой армии Сумского 1-го гусарского генерала Сеславина полка. 13 ноября 1920 года у деревни Мамут остатки эскадрона сдались большевикам. Часть офицеров полка покончила с собой, остальные были расстреляны на месте.
- Перекопско-Чонгарская операция описывается в одной из сюжетных линий романа Евгения Водолазкина «Соловьёв и Ларионов» (2009).
- В фильме Андрея Тарковского «Зеркало» используются кадры из хроники.